# Османов, Рамазан Хабиевич
Рамазан Хабиевич Османов (род. 25 июля 1935, Усуг, Дагестанская АССР) — советский работник нефтегазовой промышленности. Герой Социалистического Труда (1965).

## Биография
Рамазан Османов родился 25 июля 1935 года в селе Усуг Курахского района Дагестанской АССР (сейчас Дагестан). По национальности Агулец.
Окончил семилетнюю школу.
В 1952—1954 годах трудился буровым рабочим в конторе разведочного бурения № 1 треста «Дагнефтегазразведка». После срочной службы в Советской армии вернулся и работал помощником бурильщика, бурильщиком, буровым мастером.
27 ноября 1965 года Указом Президиума Верховного Совета СССР за особые заслуги в развитии народного хозяйства Дагестанской АССР удостоен звания Героя Социалистического Труда с вручением ордена Ленина и золотой медали «Серп и Молот».
До 1979 года трудился буровым мастером в Кочубейском и Кизилюртовском управлениях буровых работ объединения «Дагнефть».
Награждён медалями.